# Guépard (cocardier)
Pour les articles homonymes, voir Guépard (homonymie).
Guépard est un taureau cocardier de race camarguaise. Élevé au sein de la manade Cuillé, il remporte le Biòu d'or en 2010. Il est né en 2001.

## Famille

### Manade
Il appartient à la manade Cuillé, qui a son siège à Générac.

## Carrière
Le 3 octobre 2010, au Grau-du-Roi, il est élu Biòu d'or par la commission du Trophée taurin, par 17 voix contre 10 à Rodin de la manade des Baumelles.

### Palmarès
- 2010 : Biòu d'or